# Burg Iłża

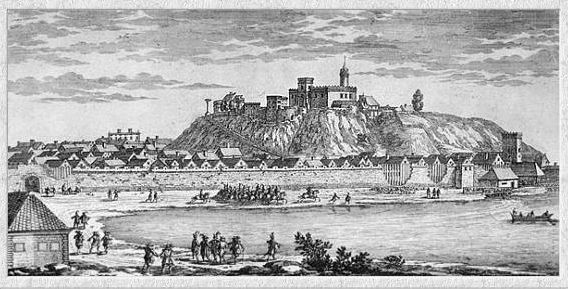
Die Burg über der Stadt Mitte des 17. Jahrhunderts

Die Burg Iłża wurde zwischen 1327 und 1347 errichtet. Die Ruine mit Elementen der Gotik- und Renaissance-Baustile liegt oberhalb der Stadt Iłża auf einem Kalkhügel und gehört zu den Touristenattraktionen in Südmasowien in Polen.

## Geschichte
Die erste urkundliche Erwähnung der Burg stammt aus dem Jahr 1334. Sie wurde vermutlich anstelle eines älteren Gebäudes errichtet. Nach Angaben (1884) von Jan Nepomucen Chądzyński befindet sich in den Ruinen ein Wappenstein mit dem Datum 1139. Chądzyński leitete aus dem Wappen eine frühere Besitzung des Geschlechtes Odrowąż ab; Bauherr des Ursprungsgebäudes war danach Radosław Odrowąż. Im Jahr 1223 überschrieb Iwo Odrowąż, der damalige Bischof von Krakau, den Besitz an die katholische Kirche in Krakau; ab dann war sie ein Sitz der Krakauer Bischöfe. Die heutige Burgruine geht vermutlich auf einen gotischen Bau im Auftrag des Bischofs Johann II. Grot zurück. Im Jahr 1501 hielt sich hier Aleksander Jagiellończyk und 1511 König Sigismund Der Alte auf.
In der zweiten Hälfte des 16. Jahrhunderts wurde die Burg unter Filip Padniewski teilweise im Renaissancestil umgebaut. Im Jahr 1607 hielt sich König Sigismund III. Wasa drei Tage in der Burg auf. 1637 traf Władysław IV. Wasa hier seine spätere Frau Cäcilia Renata von Österreich. Im 17. Jahrhundert modernisierte Marcin Szyszkowski die Anlage erneut. Damals erhielt sie auch eine verbesserte Befestigung. Während des Zweiten Nordischen Krieges wurde sie von schwedischen Truppen und dem Siebenbürger Fürsten Georg II. Rákóczi zerstört. Die Instandsetzung und ein Umbau erfolgten noch im 17. Jahrhundert. Im Jahr 1789 ging die Anlage infolge eines Beschlusses des Sejms, die Krakauer Kirche zu enteignen, in den Besitz des polnischen Staates über. Nach einem Brand Ende des 18. Jahrhunderts (1791) wurde die Anlage als Wohnsitz aufgegeben. Von nun an diente die Ruine der Gewinnung von Baumaterial für Neubauten im Dorf.
Am Ende des 19. Jahrhunderts erwarb Tadeusz Lubomirski die Ruine und gründete eine Gesellschaft zum Erhalt der Anlage. Eine erste Restaurierung erfolgte im Jahr 1910 unter Oskar Sosnowski. Während des Ersten Weltkrieges wurde ein bis dahin erhaltenes gotische Turmportal zerstört. Weitere Beschädigungen erfolgten zu Beginn des Zweiten Weltkrieges im Verlauf der Schlacht bei Radom. Bis Ende der 1970er Jahre konnten unter Stanisław Medeksza Teile der Anlage gesichert und saniert werden.

## Heute
Der zylindrische, erhalten gebliebene Burgturm kann zu Öffnungszeiten besichtigt werden. In der Burgumgebung findet alljährlich das größte Ritterturnier Masowiens statt, welches an die Tradition des 13. Jahrhunderts anknüpft.